# 滑杜父魚
滑杜父魚為輻鰭魚綱鮋形目杜父魚亞目杜父魚科的其中一種，為亞熱帶海水魚，分布於東太平洋中部美國加州南部至墨西哥下加利福尼亞半島海域，體長可達25公分，棲息在底層水域，生活習性不明。